# 29 Samodzielna Brygada Kolejowa
29 Warszawska Samodzielna Brygada Kolejowa odznaczona Orderem Kutuzowa II stopnia i Orderem Czerwonej Gwiazdy, ros.: 29-я отдельная железнодорожная Варшавская орденов Кутузова второй степени и Красной звезды, Jednostka Wojskowa 33149 – samodzielny związek taktyczny Wojsk Kolejowych Federacji Rosyjskiej w ramach Zachodniego Okręgu Wojskowego.
W czasie II wojny światowej brygada minowała i rozminowywała drogi kolejowe podległe pod Front Południowy, Front Zakaukaski, Front Północno-Kaukaski, 4 Front Ukraiński, 3 Front Ukraiński, 1 Front Białoruski.

## Dyslokacja
Brygadę sformowano w 1941 w Zakaukaskim Okręgu Wojskowym, dowództwo przedyslokowano do Tbilisi. We wrześniu 2012 brygadę przeniesiono do Smoleńska. Obecnie brygada stacjonuje w miejscowości Krasny Bór koło Smoleńska.

## Dowództwo
- dowódca pułkownik Aleksiej Nalejkin[3][4]